# Russell Simpson (Schauspieler)

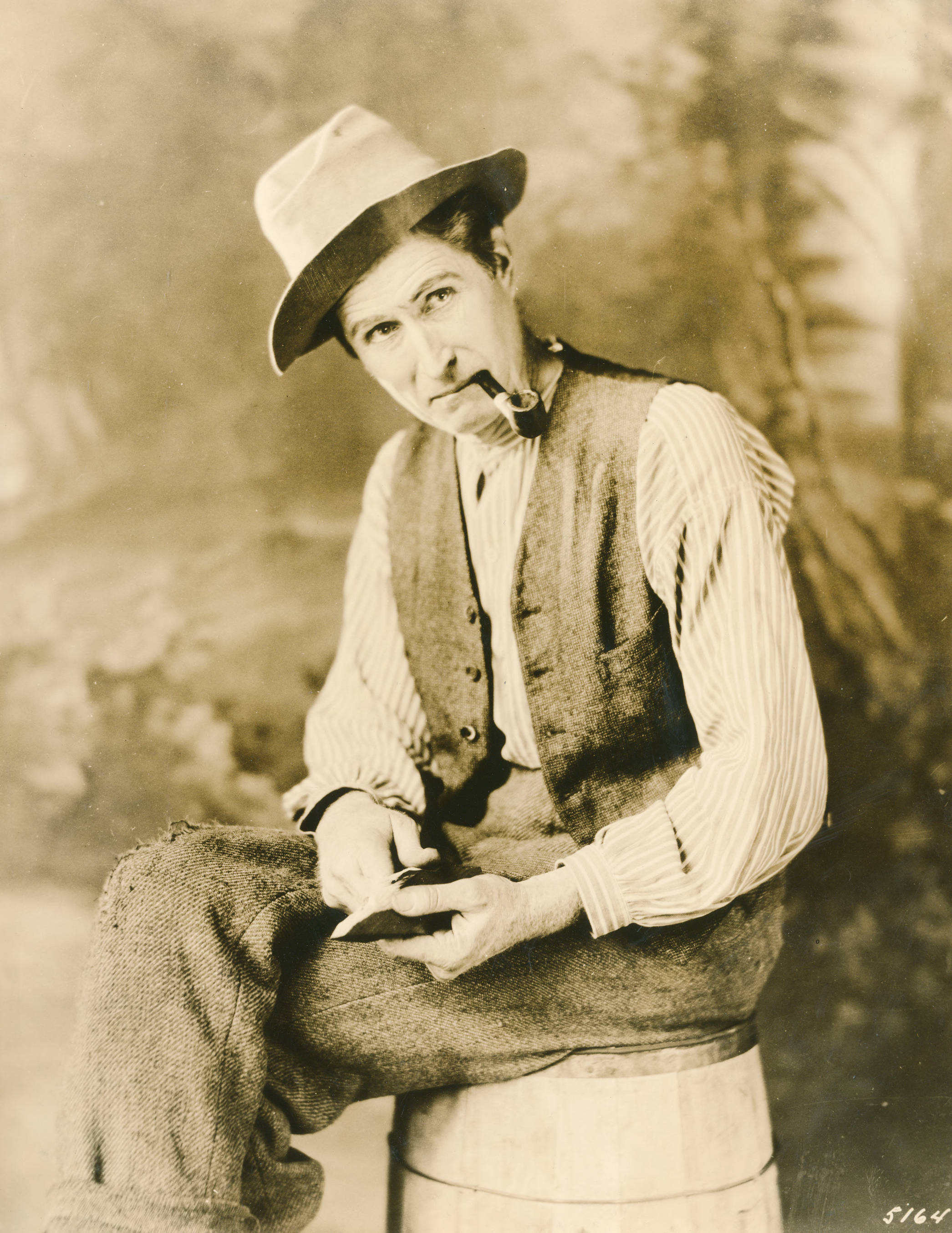
Russell Simpson in einer Rolle (1923)

Russell McCaskill Simpson (* 17. Juni 1877 oder 1880 in Danville, Kalifornien; † 12. Dezember 1959 in Woodland Hills, Kalifornien) war ein US-amerikanischer Schauspieler. Zwischen 1914 und 1959 absolvierte der Charakterdarsteller über 240 Filmauftritte, insbesondere in Western.

## Leben und Karriere
Russell Simpson wurde 1877 (nach anderen Quellen 1880) in Kalifornien geboren. Nachdem er sich als Goldsucher beim Klondike-Goldrausch in Alaska beteiligt hatte, wurde er Mitglied einer Schauspieltruppe, welche durch ganz Amerika zog. In jungen Jahren wurde Simpson häufiger als romantischer Liebhaber eingesetzt. Am Broadway spielte er im Herbst 1909 im Melodram Two Women and That Man sowie 1912 in der Musikoperette The Count of Luxembourg.
Bereits 1914 absolvierte Simpson sein Filmdebüt in Cecil B. DeMilles Western The Virginian. Mit seinem hageren, etwas verwitterten Aussehen wurde das Westerngenre zu seiner filmischen Heimat. Im Stummfilm spielte er Hauptrollen und größere Nebenrollen in zahlreichen Western, von denen aber fast alle heute verschollen oder weitgehend vergessen sind. 1927 verkörperte er in dem Stummfilm The First Auto, der den Wechsel vom Pferd zum Auto thematisiert, die Hauptrolle eines traditionsbewussten Pferdebesitzers, welcher sich über den Mobilitätswandel mit seinem Sohn entzweit. In seiner frühen Filmkarriere spielte er häufig Rollen, die deutlich älter als er selbst waren, oftmals schrullige ältere Herren.
Im Gegensatz zu vielen anderen Stummfilmdarstellern gelang Simpson der Wechsel zum Tonfilm Ende der 1920er-Jahre ohne größere Probleme, allerdings musste er sich fortan ausschließlich mit Nebenrollen begnügen. Häufig verkörperte er eigentlich gutmütige, aber grimmige und verschrobene Westerner. Ab den 1930er-Jahren wurde Simpson regelmäßig von John Ford in dessen Filmen besetzt, darunter in den Western Trommeln am Mohawk (1939) und Faustrecht der Prärie (1946), jeweils neben Henry Fonda. Ebenfalls unter Fords Regie und mit Henry Fonda in der Hauptrolle hatte Simpson seinen heute noch bekanntesten Auftritt im Filmklassiker Früchte des Zorns als Vater Joad, welcher vor den Schicksalsschlägen seiner Familie resigniert und verbittert. Obwohl seine Auftritte mit zunehmendem Alter immer kleiner wurden, spielte er bis zu seinem Todesjahr in fast 230 Filmen. Zusätzlich absolvierte er in den 1950er-Jahren noch einige Gastauftritte in Fernsehserien.
1910 heiratete der Charakterdarsteller Gertrude Aller (1890–1979), die Ehe hielt bis zu seinem Tod im Jahre 1959. 1918 wurde die gemeinsame Tochter Roberta Hope geboren. Nach seinem Tod im Jahr 1959 wurde Russell Simpson im Forest Lawn Memorial Park in Glendale begraben.

## Filmografie (Auswahl)
- 1914: The Virginian
- 1916: Lovely Mary
- 1917: Das Mädchen ohne Herz (The Girl Without a Soul)
- 1917: Teenager lieben Heiß (Blue Jeans)
- 1918: Mitternachtsreiter (Riders of the Night)
- 1918: The Border Legion
- 1920: The Deadlier Sex
- 1922: Der Express in Flammen (Hearts Aflame)
- 1922: Peg o’ My Heart
- 1923: The Virginian
- 1924: Der Sumpfengel (Painted People)
- 1925: Der Adler (The Eagle)
- 1926: The Social Highwayman
- 1927: Annie Laurie – Ein Heldenlied vom Hochland (Annie Laurie)
- 1927: The First Auto
- 1928: Die goldene Hölle (The Trail of ’98)
- 1929: Der große Diamanten-Diebstahl (The Big Diamond Robbery)
- 1929: Der Straßensänger (Innocents of Paris)
- 1930: Abraham Lincoln
- 1930: Billy the Kid
- 1931: Alexander Hamilton
- 1931: Helgas Fall und Aufstieg (Susan Lenox)
- 1932: Gesetz und Ordnung (Law and Order)
- 1932: Lena Rivers
- 1932: Die Hütte im Baumwollfeld (The Cabin in the Cotton)
- 1932: Call Her Savage
- 1932: Silberdollar (Silver Dollar)
- 1933: Secrets
- 1933: The Power and the Glory
- 1934: Frontier Marshal
- 1934: Das Leben geht weiter (The World Moves On)
- 1936: Paddy O’Day
- 1936: San Francisco
- 1937: Im Kreuzverhör (Maid of Salem)
- 1937: Gesetz der Berge (Mountain Justice)
- 1937: Green Light
- 1938: Goldene Erde Kalifornien (Gold Is Where You Find It)
- 1938: Im goldenen Westen (The Girl of the Golden West)
- 1938: Im Tal der Giganten (Valley of the Giants)
- 1938: Drei Schwestern aus Montana (The Sisters)
- 1938: Überfall auf die Arctic Queen (Heart of the North)
- 1939: Der Frechdachs von Arizona (The Arizona Wildcat)
- 1939: Herr des wilden Westens (Dodge City)
- 1939: Der junge Mr. Lincoln (Young Mr. Lincoln)
- 1939: Mr. Smith geht nach Washington (Mr. Smith Goes to Washington)
- 1939: Trommeln am Mohawk (Drums Along the Mohawk)
- 1939: Geronimo, die Geißel der Prärie (Geronimo)
- 1940: Früchte des Zorns (The Grapes of Wrath)
- 1940: Goldschmuggel nach Virginia (Virginia City)
- 1940: Treck nach Utah (Brigham Young)
- 1940: Three Faces West
- 1940: Brigham Young
- 1940: Land der Gottlosen (Santa Fe Trail)
- 1941: Tabakstraße (Tobacco Road)
- 1941: Hier ist John Doe (Meet John Doe)
- 1941: Die Rächer von Missouri (Bad Men of Missouri)
- 1941: In den Sümpfen (Swamp Water)
- 1942: Der wilde Bill (Wild Bill Hickok Rides)
- 1942: Die Freibeuterin (The Spoilers)
- 1942: Tennessee Johnson
- 1943: Riding High
- 1943: Eine Frau für den Marshall (The Woman of the Town)
- 1944: Mit Büchse und Lasso (Tall in the Saddle)
- 1945: Eine Frau mit Unternehmungsgeist (Roughly Speaking)
- 1945: Der Vagabund von Texas (Along Came Jones)
- 1945: Incendiary Blonde
- 1945: Schnellboote vor Bataan (They Were Expendable)
- 1946: Eine Falle für den Banditen (Bad Bascomb)
- 1946: Faustrecht der Prärie (My Darling Clementine)
- 1946: A Boy and His Dog (Kurzfilm)
- 1947: Brennende Grenze (The Fabulous Texan)
- 1948: Der Rächer der Todesschlucht (Albuquerque)
- 1948: Abrechnung in Coroner Creek (Coroner Creek)
- 1948: Tal der Leidenschaften (Tap Roots)
- 1948: Johanna von Orleans (Joan of Arc)
- 1949: Liebe auch ohne Patent (Free for All)
- 1949: The Beautiful Blonde from Bashful Bend
- 1950: Blutiger Staub (The Outriders)
- 1950: Westlich St. Louis (Wagon Master)
- 1950: Ohne Gesetz (Saddle Tramp)
- 1951: Colorado (Across the Wide Missouri)
- 1952: Mann gegen Mann (Lone Star)
- 1953: Wem die Sonne lacht (The Sun Shines Bright)
- 1953: The Lone Ranger (Fernsehserie, Folge 3x42 Der alte Cowboy)
- 1954: Treue (Gypsy Colt)
- 1954: Eine Braut für sieben Brüder (Seven Brides for Seven Brothers)
- 1954: Die gebrochene Lanze (Broken Lance)
- 1955: Ein Mann liebt gefährlich (Many Rivers to Cross)
- 1955: Die Barrikaden von San Antone (The Last Command)
- 1955: Drei Rivalen (The Tall Men)
- 1955: Oklahoma!
- 1956: Das Herz eines Millionärs (These Wilder Years)
- 1956: Lockende Versuchung (Friendly Persuasion)
- 1956: Duell im Sattel (The Brass Legend)
- 1957: Der Einsame (The Lonely Man)
- 1957: Stern des Gesetzes (The Tin Star)
- 1959: Der Texaner (The Texan, Fernsehserie, Folge 1x20)
- 1959: Der letzte Befehl (The Horse Soldiers)